# Aleja Zieleniecka w Warszawie
Aleja Zieleniecka – ulica w dzielnicy Praga-Południe w Warszawie.

## Historia
Ulica została wytyczona około 1909–1911 na wale łączącym Kamionek i Pragę z Saską Kepą w związku z budową tzw. Trzeciego Mostu (most Poniatowskiego).
Nazwa ulicy upamiętnia wygraną wojsk polskich nad rosyjskimi w bitwie pod Zieleńcami w 1792. Przy rondzie Waszyngtona znajduje się głaz z tablicą upamiętniającą bitwę oraz ustanowiony po niej Order Virtuti Militari.
W latach 1901–1952 w pobliżu skrzyżowania z ul. Zamoyskiego znajdował się przystanek kolejki jabłonowskiej Park Paderewskiego.
W latach 1905–1922 po jej wschodniej stronie założono park Skaryszewski. Po stronie zachodniej urządzono boiska sportowe i przygotowano tereny dla Powszechnej Wystawy Krajowej, która miała zostać otwarta w 1944. Po II wojnie światowej na tych terenach zbudowano Stadion Dziesięciolecia. Od 1934 przy ulicy działało boisko piłkarskie z bieżnią lekkoatletyczną należące do żydowskiego klubu sportowego Makabi Warszawa.
Ulica przebiega nad tzw. kolektorem stadionowym, którym przepływają wody z Jeziora Kamionkowskiego do środkowego basenu Portu Praskiego.

## Ważniejsze obiekty
- Stadion Narodowy
- Park Skaryszewski.
- Teatr Powszechny
- Dworzec PKP Warszawa Stadion
- Śluza łącząca dawny kanał pomiędzy Wisłą a Jeziorkiem Kamionkowskim[6]